# بخش سونه
بخش سونه (به سوئدی: Sunne kommun) یک ناحیه شهرداری در سوئد است که در شهرستان ورملاند واقع شده‌است.

## خواهرخوانده
شهرهای موستوی، Elverum و Siilinjärvi خواهرخوانده‌های کومون سونه هستند.